# Dolbina inexacta
Dolbina inexacta är en fjärilsart som beskrevs av Johann Heinrich Fixsen 1887. Dolbina inexacta ingår i släktet Dolbina och familjen svärmare. Inga underarter finns listade i Catalogue of Life.

## Beskrivning

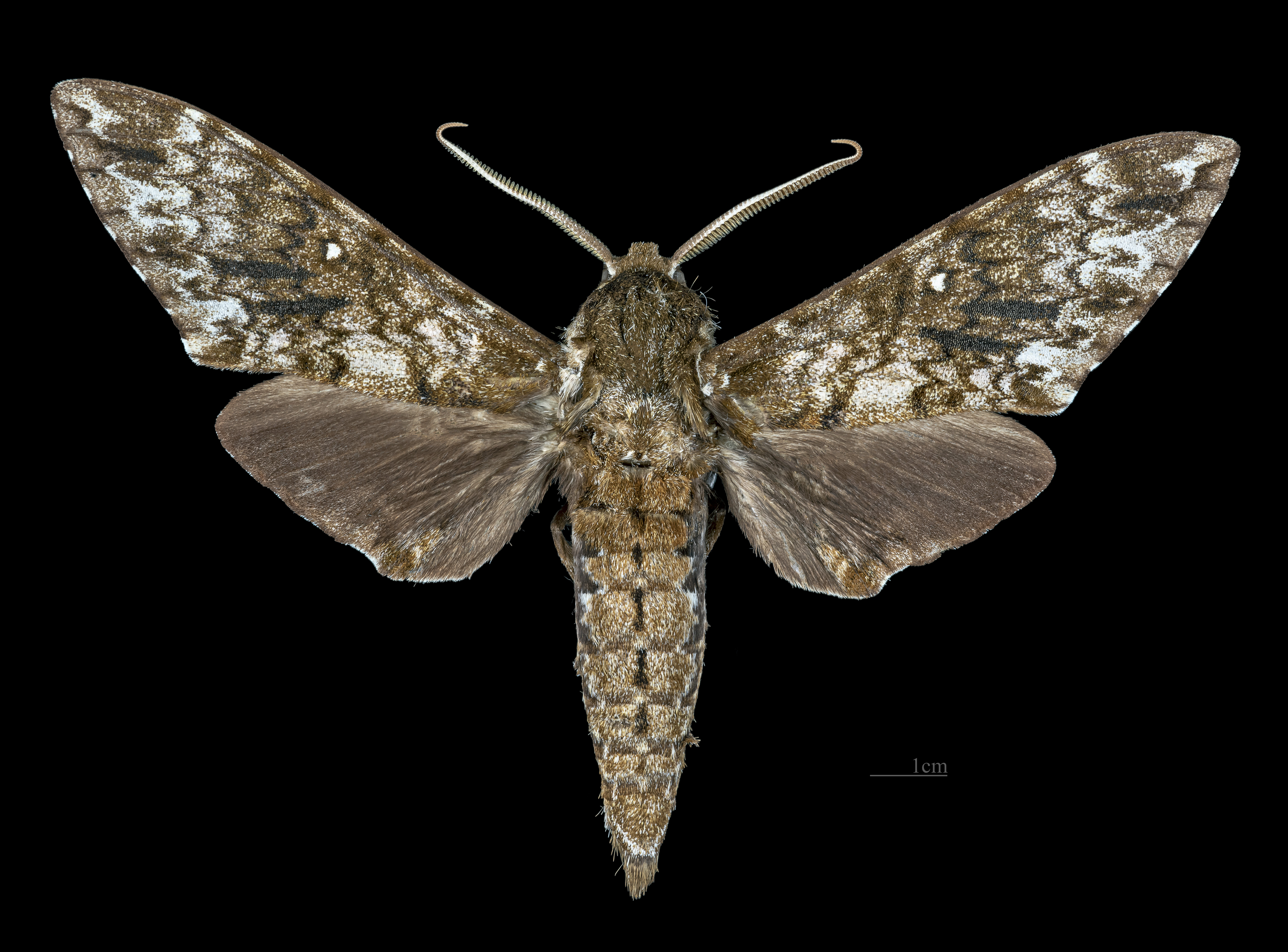
Dolbina inexacta ♂
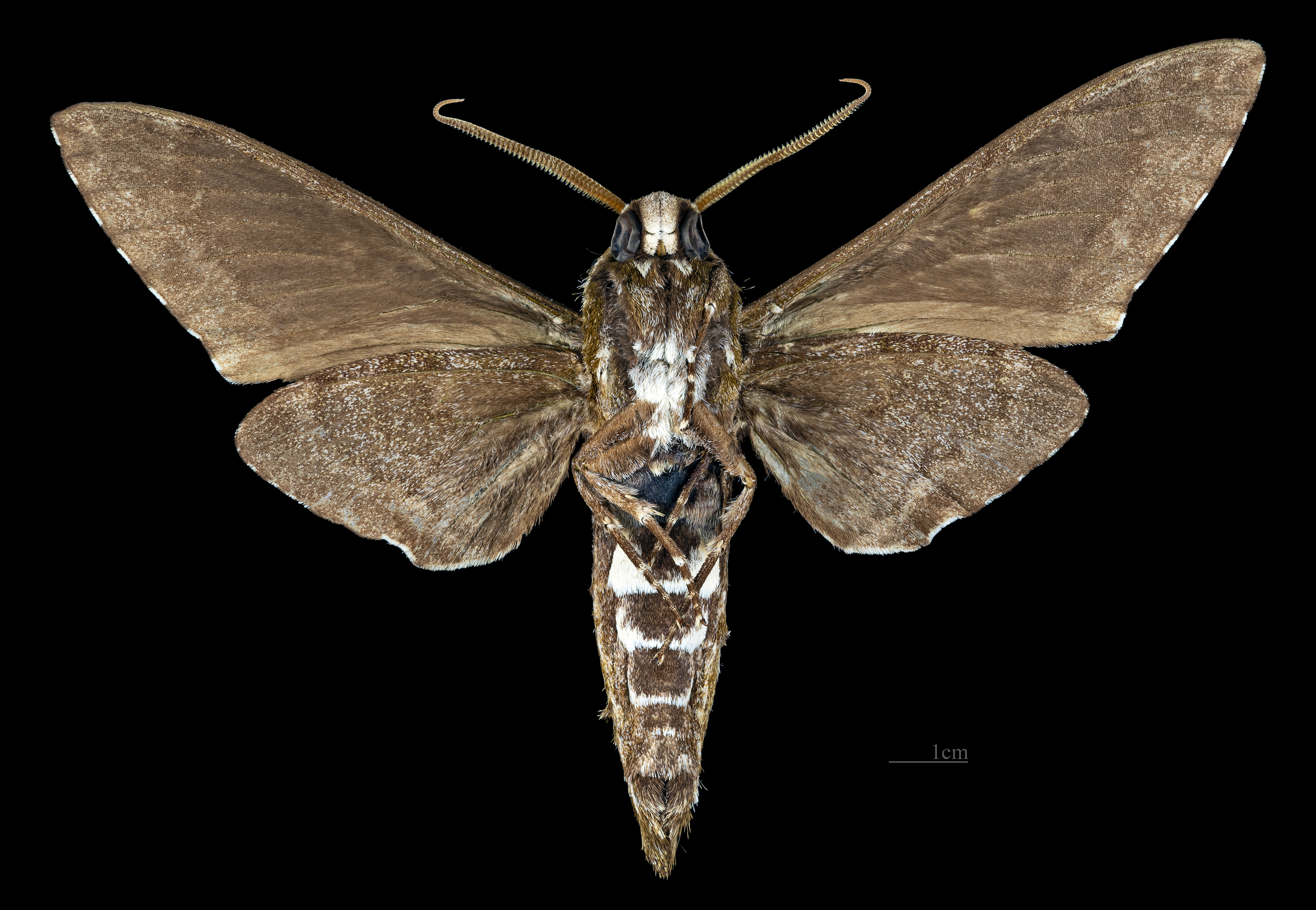
Dolbina inexacta ♂  △
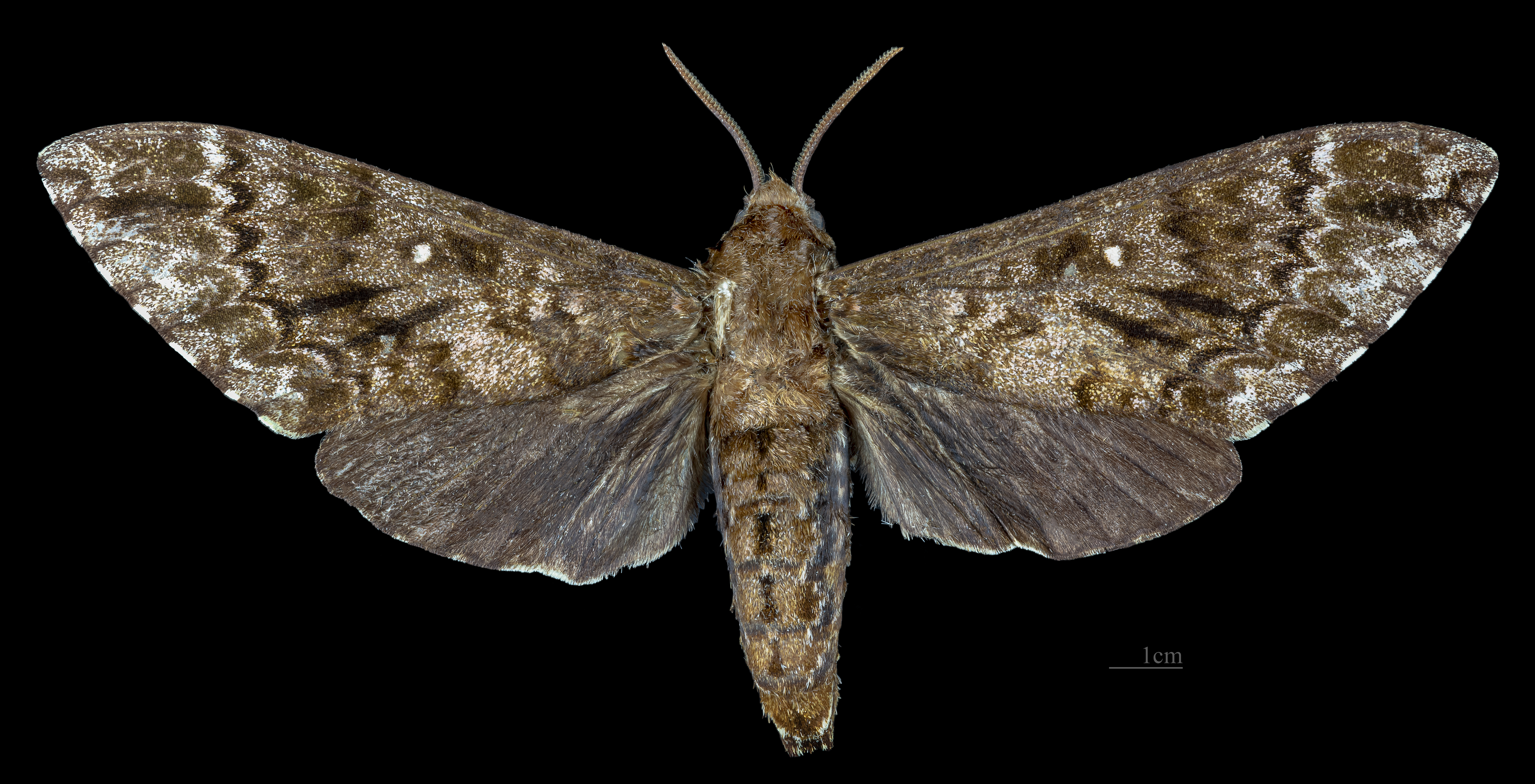
Dolbina inexacta ♀
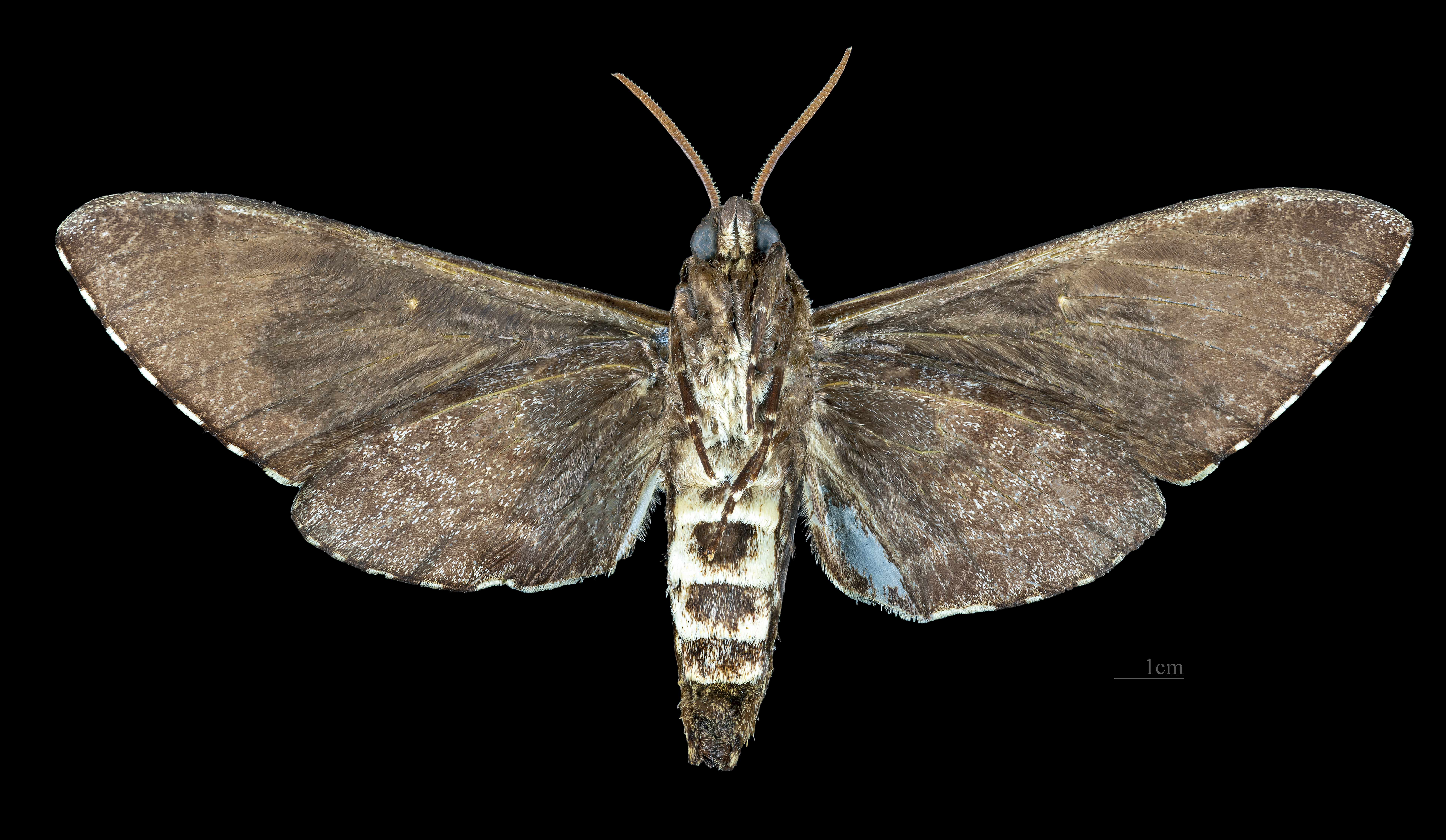
Dolbina inexacta  ♀ △